# 彭科開局
彭科開局，是國際象棋開局側翼開局的一種，走法為：
1. g3
帕爾·彭科曾在1962年以此開局擊敗鮑比·菲舍爾。